# The Eye of Every Storm
The Eye of Every Storm es el octavo álbum de estudio de la banda estadounidense Neurosis. Conserva fuertes influencias de la música folk muy notorias en el álbum A Sun That Never Sets, a la vez que explora un sonido con un enfoque más dinámico y cercano al post-rock de lo que fue su álbum previo.

## Lista de canciones
| N.º | Título                     | Duración |  |
| 1.  | «Burn»                     | 7:07     |  |
| 2.  | «No River to Take Me Home» | 8:43     |  |
| 3.  | «The Eye of Every Storm»   | 11:57    |  |
| 4.  | «Left to Wander»           | 8:11     |  |
| 5.  | «Shelter»                  | 5:18     |  |
| 6.  | «A Season in the Sky»      | 9:50     |  |
| 7.  | «Bridges»                  | 11:36    |  |
| 8.  | «I Can See You»            | 6:10     |  |

## Créditos

### Neurosis
- Steve Von Till : voz, guitarra, texturas y filtros de sonido
- Scott Kelly : voz, guitarra
- Noah Landis : órgano, piano, sintetizador, samples, sonidos y efectos atmosféricos
- Dave Edwardson : bajo, sintetizador moog, voces
- Jason Roeder : batería, percusión
- Josh Graham : efectos visuales

### Músicos adicionales
- Desmond Shea: trompeta en "Left to Wander" & "Shelter"
- Jeffrey Luck Lucas: chelo en "I Can See You"